# Бруньято
Бруньято (итал. Brugnato) — коммуна в Италии, располагается в регионе Лигурия, в провинции Ла Специя.
Население составляет 1250 человек (2008 г.), плотность населения составляет 105 чел./км². Занимает площадь 12 км². Почтовый индекс — 19020. Телефонный код — 0187.
Покровителем населённого пункта считается святой San Pasquale.

## Демография
Динамика населения:

## Администрация коммуны
- Официальный сайт: http://www.comune.brugnato.sp.it/